# Bayelsa United
Bayelsa United ist ein nigerianischer Fußballverein aus Yenagoa. Seine Heimspiele trägt der Verein im Yenagoa Township Stadium aus. Bisher konnte Bayelsa United einmal die Nigerianische Premier League gewinnen.

## Geschichte
Der Verein wurde 2000 gegründet. Bereits im Folgejahr konnte der Klub den regionalen Pokal gewinnen. Im Finale schlug man Admiralty FC Bayelsa mit 2:0. Zur Saison 2003 war die Mannschaft zweitklassig. In der Gruppe B der Professional Division One wurde das Team Dritter und verpasste somit nur knapp den Aufstieg. Im Jahr darauf, unter neuem Modus, reichte es nur zum zehnten Rang. Zur Spielzeit 2005 reichte der zweite Platz hinter Ocean Boys, um erstklassig zu werden.
2006 wurde Bayelsa der Gruppe A zugelost. Durch Erreichen des fünften Platzes wurde der Klassenerhalt sichergestellt. In der Folgesaison gelang die gleiche Platzierung in Gruppe B. Nachdem im Sommer 2007 der Ligamodus europäischen Verhältnissen angepasst wurde, spielte der Klub nun in einer eingleisigen Liga, die von September 2007 bis Mai 2008 andauert. Dabei belegte man mit 63 Punkten in der Endtabelle den zweiten Tabellenrang, nur ein Punkt weniger als Meister Kano Pillars. 2008/09 erspielte das Team 70 Punkte und konnte nach Ablauf der Spielzeit den ersten Meistertitel feiern.
Eine Saison nach ihrem ersten Meistertitel belegte Bayelsa United nur den 18. Platz in der Nigerian Premier League und stieg in die Nigeria National League ab. 2015 stieg man aus der ersten Liga ab und konnte bis heute nicht den Wiederaufstieg schaffen.

## Erfolge
- Nigeria Professional Football League: 2009
- Nigeria FA Cup: 2021

## Statistik in den CAF Wettbewerben
| Wettbewerb                | Runde    | Gegner     | Hinspiel | Rückspiel |  |
| ------------------------- | -------- | ---------- | -------- | --------- |  |
|                           |          |            |          |           |  |
| CAF Champions League 2010 | Vorrunde | Gazelle FC | 0:1 (A)  | 2:2 (H)   |  |

## Wissenswertes
- Bayelsa United steht in großer Konkurrenz zu Ocean Boys. Beide Teams kämpfen um die Vormachtstellung im Bundesstaat Bayelsa.

## Bekannte ehemalige Spieler
(Auswahl)
- Monday James (Aktueller Nationalspieler Nigerias)
- Uche Okechukwu (Ehemaliger Nationalspieler Nigerias)

## Bayelsas Trainer
(unvollständig)
- Alphonsus Dike
- Monday Odigie